# 中垛乡
中垛乡，是中华人民共和国山西省临汾市吉县下辖的一个乡镇级行政单位。

## 行政区划
中垛乡下辖以下地区：
中垛村、柳沟村、永固村、三垢村、南坪村、安坪村、南光村、白额村、下柏房村和马连滩村。